# 44.ª Divisão de Infantaria (Alemanha)
A 44ª Divisão de infantaria (em alemão:44. Infanterie-Division) foi uma unidade militar que serviu no Exército alemão durante a Segunda Guerra Mundial.

## Comandantes
| Comandante                               | Data                                         |
| ---------------------------------------- | -------------------------------------------- |
| General der Infanterie Albrecht Schubert | 1 de setembro de 1939 - 1 de outubro de 1939 |
| General der Infanterie Friedrich Siebert | 1 de outubro de 1939 - 2 de maio de 1942     |
| Generalleutnant Heinrich Deboi           | 2 de maio de 1942 - 31 de janeiro de 1943    |
| Reformada                                |                                              |
| Generalleutnant Dr. jur. Franz Beyer     | 1 de março de 1943 - 1 de junho de 1943      |

## Oficiais de operações
| Oberstleutnant Paul Reinhold Hermann | 1 de abril de 1938 - 8 de dezembro de 1939 |
| Oberstleutnant Hans Doerr            | Dec 1939 - 20 de setembro de 1940          |
| Major Sigmund Freiherr von Imhoff    | setembro de 1940 - 10 de agosto de 1941    |
| Oberstleutnant Kurt Radtke           | agosto de 1941 - 22 de janeiro de 1943     |
| Reformada                            |                                            |
| Oberstleutnant Friedrich Reinhardt   | 1 de março de 1943 - 1 de junho de 1943    |

## Área de operações
| Polônia                    | setembro de 1939 - maio de 1940   |
| França                     | maio de 1940 - junho de 1941      |
| Frente Oriental, setor sul | junho de 1941 - outubro de 1942   |
| Stalingrado                | outubro de 1942 - janeiro de 1943 |
| Reformada                  |                                   |
| Bélgica                    | fevereiro de 1943 - junho de 1943 |